# Microsoft Security Essentials
Microsoft Security Essentials (MSE) е антивирусен софтуер, който осигурява защита срещу различни видове злонамерени програми, като компютърни вируси, шпионски софтуер (spyware), руткит (от англ. root kit, „набор от средства за получаване на root права“) и троянски коне. MSE използва същата антивирусна софтуерна основа (engine), като други Майкрософт антивирусни продукти, въпреки че няма възможности за централизирано управление. Лицензионното споразумение на MSE позволява на домашните потребители и дребния бизнес да го използват безплатно. MSE може да работи върху Windows XP, Windows Vista и Windows 7, но не и върху Windows 8, който се доставя с вграден антивирусен компонент.
Обявяването на Microsoft Security Essentials предизвика смесени реакции в антивирусната индустрия. Symantec, McAfee и Kaspersky Lab отхвърлиха MSE, като сериозен конкурентен продукт и предрекоха, че ще се провали. AVG Technologies и Avast Software обаче оцениха високо потенциала на MSE да разшири избора на антивирусен софтуер от клиентите. Междувременно, Sophos, McAfee и AVG заявиха, че интеграцията на Microsoft Security Essentials в Microsoft Windows би било нарушение на закона за защита на конкуренцията.
Въпреки реакцията на конкуренцията, Microsoft Security Essentials получи положителни отзиви. Критиците одобриха потребителския интерфейс, слабото натоварване на системните ресурси и цената. Microsoft Security Essentials премина успешно антивирусните лабораторни тестове на AV-TEST.org и получи AV-TEST.org сертификат, показвайки способността да елиминира всеки широко разпространен злонамерен софтуерен код (malware). Според OPSWAT, Microsoft Security Essentials беше най-популярният антивирусен продукт в Северна Америка, през Март 2012, както и вторият по популярност в света. Поради популярността му се появиха няколко имитиращи антивирусен софтуер злонамерени програми (rogue antivirus programs), които имитираха именно MSE.

## Възможности
Microsoft Security Essentials е антивирусен софтуер. Той се бори със злонамерен софтуер (malware), като компютърни вируси, шпионски софтуер, руткит и троянски коне. MSE може да работи върху Windows XP, Windows Vista и Windows 7. Той заменя Windows Live OneCare, преустановена комерсиална антивирусна услуга, базирана на абонамент и безплатния Windows Defender, който допреди Windows 8, защитаваше потребителите единствено от рекламен софтуер (adware) и шпионски софтуер.
Microsoft Security Essentials е създаден на същата основа, както и другите антивирусни продукти на Майкрософт. Всички те използват идентични антивирусни дефиниции и програмна основа (engine), известна под името Microsoft Malware Protection Engine (MSMPENG). Microsoft Security Essentials обаче няма персонална защитна стена (firewall) и възможности за централизирано управление, каквито има в OneCare или Forefront Endpoint Protection (FEP).
Microsoft Security Essentials предлага защита в реално време. Той непрекъснато наблюдава файловата и програмна активност на компютъра, сканира новите файлове, при тяхното създаване или сваляне. При засичане на опасност, MSE забранява активността и пита потребителя за указания. Ако не получи отговор до десет минути, то тогава подозрителната активност се третира спрямо настройките по подразбиране, дефинирани в секцията Настройки на продукта. В зависимост от настройките, Microsoft Security Essentials може да създаде системна точка за възстановяване (System Restore point), преди да премахне засечения злонамерен софтуер. Като част от защитата в реално време, Microsoft Security Essentials докладва цялата подозрителна дейност на наблюдаваните програми на Microsoft SpyNet, уеб базирана услуга. Ако доклада съвпада с новооткрити заплахи, за които все още не са публикувани общи вирусни дефиниции, то Microsoft Security Essentials сваля специфичната дефиниция за конкретния злонамерен софтуер, за да го премахне.
Microsoft Security Essentials се базира на дефиниции на вируси, за да противодейства на злонамерен софтуер. Той автоматично проверява и сваля обновяванията на вирусните дефиниции, които се публикуват три пъти на ден от Microsoft Update, уеб базирана услуга за обновяване на софтуер. Като алтернатива, потребителите могат да свалят обновяванията ръчно от портала на Microsoft Security.
Според Майкрософт, изискванията към хардуера за Microsoft Security Essentials се различават, в зависимост от операционната система. На компютър с Windows XP, Microsoft Security Essentials изисква централен процесор с честота не по-малко от 500 MHz, както и минимум 256 MB оперативна памет. На Windows Vista или Windows 7 компютър, Microsoft Security Essentials изисква минимум 1 GHz процесор и 1 GB оперативна памет. Microsoft Security Essentials също така се нуждае от монитор с резолюция на екрана минимум 800х600 пиксела, 200 MB дисково пространство и мрежова връзка с Интернет. В допълнение, операционната система, върху която е стартиран Microsoft Security Essentials, трябва да бъде легитимно лицензирана. Microsoft Security Essentials не изисква регистрация или лична информация.

## Развитие
На 18 ноември 2008, Майкрософт обяви планове за безплатен потребителски продукт за сигурност, с кодово име Morro. Това отбеляза промяна в пазарната антивирусна стратегия на Майкрософт: вместо да предлага антивирусен продукт на база абонамент, който да включва и други инструменти, като архивиране или персонална защитна стена (firewall), Morro би предлагал безплатна антивирусна защита, с малко влияние върху системните ресурси. На 17 юни 2009 беше обявено официалното име на Morro: Microsoft Security Essentials.
На 23 юни 2009, Майкрософт позволиха достъпа до публичната бета версия на 75 000 потребителя в САЩ, Израел, Китай и Бразилия. По същото време, Майкрософт заяви, че Microsoft Security Essentials ще бъде пуснат в продажба, преди края на 2009 година, на 20 пазара и на 10 езика. Крайната версия беше реализирана на 29 септември 2009 година.
Версия 2.0
Почти година след първоначалното пускане в продажба на Microsoft Security Essentials, Майкрософт пуснаха втората версия. Microsoft Security Essentials влезе в етапа на технически преглед (technical review) на 19 юли 2010 г. Крайната версия беше публикувана на 16 декември 2010. Тази версия включва и система за мрежова инспекция (Network Inspection System или съкратено NIS), която работи на Windows Vista или Windows 7, също както и новата антивирусна програмна основа (engine), който използва евристичен метод (heuristics), при засичането на злонамерени програми. Версия 2 също така се интегрира с Internet Explorer, за защита на потребителите срещу уеб базирани заплахи. Системата за мрежова инспекция изисква отделен набор от обновяване на дефинициите.
Версия 4.0
Шестнадесет месеца след публикуването на Microsoft Security Essentials 2.0, Майкрософт не използва версия 3.0 и публикува директно версия 4.0 на MSE. Публичната бета програма на 4.0 стартира на 18 ноември 2011, когато Майкрософт изпратиха покани до потенциални участници, но без да обявяват номера на версията. Първата бета версия беше публикувана на 29 ноември 2011. Крайната версия на Microsoft Security Essentials 4.0 беше публикувана на 24 април 2012. При публикуването на Microsoft Security Essentials 4.0, Майкрософт стартира предварителна програма, която осигури на избраните потребители последната бета версия на Microsoft Security Essentials 4.х и започна да приема обратни мнения.
Бъдеще
Microsoft Security Essentials не може да работи върху Windows 8, който има вградена антивирусна система. На 13 септември 2011, на конференцията Microsoft BUILD в Калифорния, Майкрософт разкри бета версията за програмисти Windows 8 Developer Preview, която е с вградена защита от злонамерени програми, способна да предотврати заразяване на операционната система от заразена USB флаш памет, по време на стартиране. По-късно, на 15 септември, в блога за програмисти на Windows 8, беше потвърдено, че Windows Defender в Windows 8 ще изпълнява антивирусните функции. Във включено видео, Jason Garms от Майкрософт демонстрира, че Windows Defender е регистриран в Action Center, като антивирусен и антишпионски инструмент, като демонстрира и как блокира злонамерени програми. На 3 март 2011 г., Softpedia рецензира Windows 8 Consumer Review и отбеляза, че Windows Defender и Microsoft Security Essentials 4.0 Beta имат сходен изглед. Според Softpedia, инсталирането на Windows 8 изисква Microsoft Security Essentials да бъде деинсталиран преди обновяване от Windows 7.

## Лицензиране
Лицензионното споразумение на Microsoft Security Essentials с крайния потребител позволява на домашни потребители да свалят, инсталират и използват Microsoft Security Essentials на неограничен брой техни компютри в техните домакинства безплатно, стига всеки компютър да е с легитимно лицензирано (genuine) копие на Microsoft Windows. Дребния бизнес също е позволено да инсталира продукта на до 10 устройства. Софтуерното лицензионно споразумение обаче забранява използването на Microsoft Security Essentials в академични институции и правителствени организации. Лицензионното споразумение също така забранява правото за декомпилиране или деасеблиране, както и обратно инженерство на Microsoft Security Essentials или заобикаляне на неговите ограничения по дизайн.
Microsoft Security Essentials проверява валидността на операционната система по време и след инсталация. Ако операционната система не е легитимно лицензирана, Microsoft Security Essentials ще уведоми потребителя за проблема и ще спре да функционира след известен период от време.

## Награди
На 7 януари 2010, Microsoft Security Essentials спечели наградата за най-добър безплатен софтуер на PC Advisor. По-късно, през Декември 2010, AV-Comparatives.org награди Microsoft Security Essentials версия 1.0 с бронзова награда за проактивно засичане на 55% от новия или неизвестен злонамерен софтуер, сребърна награда за нисък брой на фалшиви тревоги (шест) и бронзова награда за цялостна производителност. Microsoft Security Essentials версия 2.0 беше реализирана скоро след това.
На 8 юни 2011, PC Advisor включи Microsoft Security Essentials 2.0 в своята статия „Пет от най-добрите софтуерни пакети за сигурност“, като също включи Avast! 6 Free Edition, Comodo Antivirus 5.4, AVG Antivirus 2011 и BitDefender Total Security 2012 Beta.